# Chernobyl Diaries
| Figur   | Darsteller          | Deutscher Sprecher    |
| ------- | ------------------- | --------------------- |
| Zoe     | Ingrid Bolsø Berdal | Manja Doering         |
| Juri    | Dimitri Diatchenko  | Waléra Kanischtscheff |
| Natalie | Olivia Dudley       | Maria Koschny         |
| Amanda  | Devin Kelley        | Kaya Marie Möller     |
| Chris   | Jesse McCartney     | Nico Sablik           |
| Michael | Nathan Phillips     | Marcel Collé          |
| Paul    | Jonathan Sadowski   | Alexander Doering     |
| Grotzki | Kristof Konrad      | Mark Schmal           |
| Arzt    | Pasha Lychnikoff    | Grigory Kofman        |

Chernobyl Diaries ist ein US-amerikanischer Low-Budget-Horrorfilm von Bradley Parker aus dem Jahr 2012. Vorlage war die Geschichte The Diary of Lawson Oxford von Oren Peli. Es ist der erste von VFX-Supervisor Bradley Parker inszenierte Film. Gedreht wurde in Belgrad und der Umgebung von Budapest. Alcon Entertainment und Warner Bros. Pictures brachten den Film in den USA, Kanada und Bulgarien am 25. Mai 2012 in die Kinos. Kinostart in Deutschland war der 21. Juni 2012.

## Handlung
Die jungen Amerikaner Chris, seine Freundin Natalie und Amanda sind auf Europareise. Zusammen mit Chris’ Bruder Paul (der als Austauschstudent in Kiew lebt) und den Backpackern Zoe und Michael machen sie sich unter Führung von „Extreme-Tour“-Guide Juri in einem Kleinbus entgegen allen Warnungen zur Geisterstadt Prypjat in der Sperrzone von Tschernobyl auf.
Zunächst wird die Gruppe jedoch von Soldaten an der Einfahrt zum abgesperrten Gelände gehindert, angeblich finden in dem evakuierten Gebiet Wartungsarbeiten statt; laut Juri ist es sehr ungewöhnlich, dass man ihn nicht vorher über diese Sperrung informiert hat. Um seine Gäste nicht zu enttäuschen (und wohl auch um das Geld für die Tour nicht erstatten zu müssen) nimmt er daher kurzerhand den Umweg über eine aufgegebene Zufahrt und gelangt so mit den Touristen heimlich nach Prypjat. Dort lebten bis 1986 die Arbeiter des Atomkraftwerks von Tschernobyl und ihre Familien. Unter Führung von Juri erkunden die Touristen die verlassenen Gebäude, wobei deutlich wird, dass Juri offenbar mehr über das Leben in der vermeintlich verlassenen Stadt weiß, als er sagt. Mehrfach weist er darauf hin, dass sie auf keinen Fall nach Anbruch der Dunkelheit in den leeren Gebäuden und Straßen sein dürfen und begründet dieses mit den wilden Tieren, vor allem Rudeln verwilderter Hunde, die in der Stadt herumziehen; tatsächlich überrascht ein Bär die Gruppe in einem verlassenen Wohnhaus. Allerdings beseitigt Juri, von den Touristen unbemerkt, die Reste eines erloschenen Lagerfeuers. Auch seine Begleiter sehen auf einem der geschossenen Fotos am Fenster eines verlassenen Gebäudes eine menschliche Gestalt, glauben aber schließlich, es müsse ein Irrtum gewesen sein, da die Stadt ja geräumt wurde und innerhalb eines streng kontrollierten Sperrgebiets liegt. Erst später erzählt Paul von Gerüchten, die ihm aber unglaubhaft erschienen: Demnach sei die Stadt nicht wirklich verlassen.
Als die Tourteilnehmer am Abend mit dem Bus wieder abreisen wollen, springt der Motor nicht an. Wie sich herausstellt, sind seltsamerweise die Zündkabel zerstört. Daraufhin macht sich Juri mit einer Pistole bewaffnet auf den Weg zum nächsten Kontrollpunkt, um Hilfe zu holen, Chris folgt ihm – doch bald hören die übrigen Touristen, die im Bus ausharren, Schüsse und die Funkverbindung zu Juri bricht ab. Paul gelingt es zwar den verletzten Chris zum Bus zurückzuholen, doch Juri ist verschwunden. Da die Gruppe heimlich in die Stadt gefahren ist, weiß niemand davon, dass sie dort festsitzen.
Die Touristen müssen die Nacht in der Stadt verbringen. Am anderen Morgen brechen sie, bis auf Chris (der wegen seiner Beinverletzung nicht laufen kann) und Natalie (die bei ihm im Bus bleibt) auf, um nach Juri zu suchen und Hilfe zu holen. Es wird immer deutlicher, dass offenbar nicht nur wilde Tiere in der Stadt unterwegs sind, sondern auch menschliche Wesen – oder zumindest etwas Ähnliches. Es stellt sich heraus, dass Juri getötet wurde, doch zumindest gelingt es den Touristen, an seine Waffe und das Funkgerät zu kommen. Immer wieder angegriffen finden sie in einem Autowrack passende Zündkabel für den Bus, doch bei ihrer Rückkehr zum Fahrzeug am Abend müssen sie feststellen, dass der Bus zerstört wurde; Chris und Natalie, die darin gewartet hatten, sind verschwunden. Eine Aufnahme auf Natalies Handy zeigt ihnen, dass die beiden von seltsamen Wesen angegriffen und verschleppt wurden.
Die übrigen Gruppenmitglieder machen sich auf die Suche nach den beiden (können aber nur die verwirrte Natalie finden) und werden in den Ruinen der Stadt immer wieder von mutierten Stadtbewohnern angegriffen und nach und nach getötet. Die letzten von ihnen, Amanda und Paul, gelangen auf ihrer Flucht, von den Stadtbewohnern gehetzt, durch einen unterirdischen Gang ins Innere des zerstörten Atomkraftwerks. Bereits von den radioaktiven Strahlen geschädigt, gelangen sie nach draußen und stoßen dort auf ukrainische Soldaten. Ihnen wird zugerufen, nicht näher zu kommen, als Paul dennoch weitergeht, wird er erschossen. Amanda, die letzte Überlebende, verliert das Bewusstsein und wird scheinbar in ein spezielles „Hospital“ gebracht. Man teilt ihr mit, dass sie im Reaktor gewesen sei und nun zu einem Arzt gebracht werde. Man fragt sie, ob sonst noch jemand wisse, dass sie und ihre Freunde hier seien. Im „Hospital“ wird sie von Ärzten in Schutzanzügen mit einer Tragebarre durch einen Gang geschoben. Die Ärzte besprechen die Lage in ihrer Muttersprache: Die entkommenen Patienten, heißt es, konnten alle wieder eingefangen werden. Die Amerikanerin hat sie gesehen und kann daher nicht mehr nach draußen gelassen werden. Amanda wird daraufhin in eine Zelle geworfen, in der völlige Dunkelheit herrscht. Dort befinden sich auch mutierte Bewohner, die sie sogleich anfallen.

## Kritik
Chernobyl Diaries erhielt ein schlechtes Presseecho, was sich auch in den Auswertungen US-amerikanischer Aggregatoren widerspiegelt. So erfasst Rotten Tomatoes größtenteils kritische Besprechungen und ordnet den Film dementsprechend als „Gammelig“ ein. Laut Metacritic fallen die Bewertungen im Mittel „Grundsätzlich Ablehnend“ aus.

„Oren Peli, der mit Paranormal Activity einen Lowbudget-Hit landete und ein florierendes Franchise anstieß, lässt in seiner neuen Produktion Touristen den blanken Horror in Tschernobyl erleben. Erneut setzt er auf den rohen Found-Footage-Look und ein junges, unverbrauchtes Team vor und hinter der Kamera und setzt auf Schockeffekte und bedrohliche Atmosphäre.“

„Gruselige Atmosphäre in einer radioaktiven Geisterstadt. Das bringt der Film in der ersten Hälfte packend rüber, in der zweiten Hälfte säuft die Geschichte jedoch in Schwärze ab.“